# Someday, somewhere
Someday, somewhere is een single van Demis Roussos. Het is afkomstig van zijn album My only fascination. Na het Duitse uitstapje kwam Roussos weer met een Engelstalig plaatje. Het liedje is geschreven door Alex R. Costandinos (later muziekproducent van Tina Turner) en Stelios Vlavianos, een duo dat wel vaker voor Roussos schreef. De invloed van Griekse muziek is overduidelijk aanwezig in het begin van het lied.

## Hitnotering

### Veronica Top 40
| Hitnotering: week 1 t/m 8 in 1974 | Hitnotering: week 1 t/m 8 in 1974 | Hitnotering: week 1 t/m 8 in 1974 | Hitnotering: week 1 t/m 8 in 1974 | Hitnotering: week 1 t/m 8 in 1974 | Hitnotering: week 1 t/m 8 in 1974 | Hitnotering: week 1 t/m 8 in 1974 | Hitnotering: week 1 t/m 8 in 1974 | Hitnotering: week 1 t/m 8 in 1974 | Hitnotering: week 1 t/m 8 in 1974 |
| Week:                             | 1                                 | 2                                 | 3                                 | 4                                 | 5                                 | 6                                 | 7                                 | 8                                 |                                   |
| --------------------------------- | --------------------------------- | --------------------------------- | --------------------------------- | --------------------------------- | --------------------------------- | --------------------------------- | --------------------------------- | --------------------------------- | --------------------------------- |
| Positie:                          | 26                                | 7                                 | 2                                 | 2                                 | 8                                 | 16                                | 26                                | 38                                | uit                               |

### NederlandseDaverende 30
| Hitnotering: 5-1-1974 t/m 22-2-1974 | Hitnotering: 5-1-1974 t/m 22-2-1974 | Hitnotering: 5-1-1974 t/m 22-2-1974 | Hitnotering: 5-1-1974 t/m 22-2-1974 | Hitnotering: 5-1-1974 t/m 22-2-1974 | Hitnotering: 5-1-1974 t/m 22-2-1974 | Hitnotering: 5-1-1974 t/m 22-2-1974 | Hitnotering: 5-1-1974 t/m 22-2-1974 | Hitnotering: 5-1-1974 t/m 22-2-1974 |
| Week:                               | 1                                   | 2                                   | 3                                   | 4                                   | 5                                   | 6                                   | 7                                   |                                     |
| ----------------------------------- | ----------------------------------- | ----------------------------------- | ----------------------------------- | ----------------------------------- | ----------------------------------- | ----------------------------------- | ----------------------------------- | ----------------------------------- |
| Positie:                            | 16                                  | 5                                   | 2                                   | 2                                   | 8                                   | 15                                  | 23                                  | uit                                 |

### BelgischeBRT Top 30
| Hitnotering: 22-12-1973 t/m 15-3-1974 | Hitnotering: 22-12-1973 t/m 15-3-1974 | Hitnotering: 22-12-1973 t/m 15-3-1974 | Hitnotering: 22-12-1973 t/m 15-3-1974 | Hitnotering: 22-12-1973 t/m 15-3-1974 | Hitnotering: 22-12-1973 t/m 15-3-1974 | Hitnotering: 22-12-1973 t/m 15-3-1974 | Hitnotering: 22-12-1973 t/m 15-3-1974 | Hitnotering: 22-12-1973 t/m 15-3-1974 | Hitnotering: 22-12-1973 t/m 15-3-1974 | Hitnotering: 22-12-1973 t/m 15-3-1974 | Hitnotering: 22-12-1973 t/m 15-3-1974 | Hitnotering: 22-12-1973 t/m 15-3-1974 | Hitnotering: 22-12-1973 t/m 15-3-1974 |
| Week:                                 | 1                                     | 2                                     | 3                                     | 4                                     | 5                                     | 6                                     | 7                                     | 8                                     | 9                                     | 10                                    | 11                                    | 12                                    |                                       |
| ------------------------------------- | ------------------------------------- | ------------------------------------- | ------------------------------------- | ------------------------------------- | ------------------------------------- | ------------------------------------- | ------------------------------------- | ------------------------------------- | ------------------------------------- | ------------------------------------- | ------------------------------------- | ------------------------------------- | ------------------------------------- |
| Positie:                              | 19                                    | 12                                    | 11                                    | 5                                     | 4                                     | 3                                     | 2                                     | 3                                     | 4                                     | 4                                     | 14                                    | 19                                    | uit                                   |